# Federazione calcistica della Somalia
La Federazione calcistica della Somalia (in inglese Somali Football Federation, acronimo SFF) è l'ente che governa il calcio in Somalia.
Fondata nel 1950, si affiliò alla FIFA nel 1960, e alla CAF nel 1968. Ha sede nella capitale Mogadiscio e controlla il campionato nazionale, la coppa nazionale e la Nazionale del paese.